# Maurice Mattauer
Maurice Mattauer (Sentheim, 24 juni 1928 - Montpellier, 8 april 2009)  was een Frans geoloog, gespecialiseerd in de bergtektoniek. Mattauer werd in 1959 professor aan de universiteit van Montpellier. Hij was vooral een man van het onderzoek ter plaatse, onder meer van het Franse Centraal Massief, maar ook in Amerika en China. Door werken als Ce que disent les Pierres (1998), bereikte hij het grote publiek. In de discussie over een mogelijke evacuatie van een deel van Guadeloupe bij de uitbarsting van de Souffrière in 1976, koos hij partij voor de geochemicus Claude Allegère en voor evacuatie, tegen vulkanoloog Haroun Tazieff in. Toch oefende hij later ook  kritiek uit op Claude Allègre en op diens voorkeur voor laboratoriumanalyses boven terreinonderzoek.

## Bron
- (fr)  Mattauer overleden - Le Monde - 18 april 2009

- Bibliothèque nationale de France: cb119151534 (data)
- Catàleg d'autoritats de noms i títols de Catalunya: 981059738397506706
- Gemeinsame Normdatei: 1169225284
- International Standard Name Identifier: 0000 0001 0918 6081
- Library of Congress Control Number: n80166974
- Nationale Bibliotheek van Israël: 987007344833605171
- Nederlandse Thesaurus van Auteursnamen: 203789067
- Système universitaire de documentation: 027017532
- Virtual International Authority File: 79031011
- WorldCat: E39PBJgmRkW4GYkGvKtqbTx4bd